# Mithridates IV av Pontus
Mithridates IV av Pontus, död 150 f. Kr., var regerande kung av Pontus mellan 170 f.Kr. och 150 f. Kr.
Han nämns då han år 179 deltog i sin brors fredsförhandlingar med Romerska riket. 
Han efterträdde sin bror på tronen istället för sin brorson. Det är okänt när han påbörjade sin regeringstid, men det måste ha varit senast år 154. Detta år slöt han förbund med Romerska riket, en allians Pontus sedan behöll i nästan ett halvt sekel framåt. 
Han gifte sig med sin syster men avled barnlös. Han efterträddes av sin brorson och företrädares son. 